# Сокільницький район
Сокільницький район — колишній район Львівської області, центром якого було село Сокільники, з 1945 р. (фактично) — місто Пустомити.

## Історія
10 січня 1940 року політбюро ЦК КП(б)У обговорило питання про районний поділ Львівської області, зокрема прийнято рішення про створення Сокільницького району із ґмін Наварія і Сокольнікі Львівського повіту.
Однак уже 29 червня 1941 радянські війська залишили з боями Сокільники.
У липні 1944 р. у м. Шумськ Тернопільської обл. було сформовано керівництво Сокільницького району. Діяльність району була відновлена після того, як 25 липня 1944 року його територією оволоділи радянські війська. Але «партійному та радянському районному керівництву» не припав до душі райцентр, оскільки Сокільники були розташовані поруч з обласним партійним керівництвом. Багато чиновників новоствореного району наполягали на перенесенні райцентру до Пустомит, оскільки в Сокільниках не було належних приміщень для розташування установ, виконавчих та партійних органів влади, натомість у Пустомитах їх було вдосталь — колишній панський палац, пансіонат, численні вілли тощо. Постанову виконкому про розташування райцентру в Сокільниках від 28 серпня 1944 року підписало лише чотири з восьми членів виконкому. Незабаром все районне керівництво таки переїхало до Пустомит, а 1 листопада 1946 року район перейменували на Пустомитівський район.

## Партапарат
Одразу після приєднання території Галичини до УРСР було створено комуністичні структури, зокрема Сокільницький райком КП(б)У, який, втім, на період німецької окупації припинив своє функціонування, а у грудні 1944 року був перейменований до Пустомитівського районного комітету КП(б)У.

## Населення
Після завершення війни на територію району, зокрема у Сокільники було переселено українців, яких було депортовано з Польщі внаслідок виселення українців з Польщі до УРСР.